# Мануил Еротик Комнин
Мануил Еротик Комнин (на средногръцки: Μανουήλ Ἐρωτικός Κομνηνός; 955/960 – около 1020) е византийски веоначалник от втората половина на X и началото на XI век, първият представител на Комнинините, който се споменава в историческите документи. Неговият произход е неизяснен. В изворите той се споменава като водач на отбраната на Никея през 978 г., когато градът е обсаден от войски на разбунтувалия се Варда Склир. Единадесет години по-късно Мануил Еротик Комнин е императорски пратеник до същия Склир. Мануил Еротик Комнин е баща на император Исак I Комнин и на доместика на схолите Йоан Комнин, който е баща на император Алексий I Комнин.

## Биография
Нищо не е известно за ранните години от живота на Мануил Еротик Комнин. Въз основа на данните, че към 978 г. той е бил на активна военна служба и докъм 1015 г. вече е имал деца, обикновено се приема, че най-вероятно той е роден в периода 955/960.
Не е известно кои са били и родителите му. Гръцкият учен Константинос Варзос предполага, че бащата на Мануил се е наричал Исак, на чието име най-вероятно е кръстен първородният син на Мануил, каквато е традицията по това време. Според Варзос Мануил е наследил фамилията Комнин от баща си, докато майка му най-вероятно е представителка на семейство Еротикови, вероятно роднина на бунтовника от XI век Теофил Еротик. Противоположна теза предлага френският изследовател Жан-Клон Шейне, според когото Мануил произхожда от семейство Еротикови по баща, но е първият, променил фамилното си име на Комнин. Съвременните изследователи масово приемат коментара на Михаил Псел, че фамилното име на Комнините произхожда от селището Комни в Тракия. Освен това Варзос допуска, че Мануил Еротик Комнин е брат на протоспатарий Никифор Комнин, който е бил управител на тема Васпуракан през 1021 г., но такава роднинска връзка между двамата не може да бъде доказана със сведения от изворите.
За първи път за Мануил Еротик Комнин се споменава около обсадата на Никея от силите на Варда Склир през 978 г. Тогава според Йоан Скилица Мануил Еротик Комнин ръководи отбраната на града. Въпреки че според Анна Комнина прадядо ѝ е бил назначен от императора за стратег автократор на изтока с пълни правомощия срещу въстаниците, по-вероятно е Мануил да е бил просто местен военен командир. Той ръководи отбраната на града с известен успех, въпреки че врагът успява да събори една от отбранителните кули, докато не става ясно, че хранителните запаси на града са на привършване. Тогава според Скилица Мануил прилага хитър трик, за да убеди противника, че градът разполага с достатъчно запаси, за да издържи на продължителна обсада: Мануил заповядал хамбарите да се напълнят с пясък, който отгоре бил покрит с тънък слой жито, след което позволил на няколко пленени войници на Склир да надникнат в тях; след това пленниците били освободени, а те на свой ред разказали в лагера на Склир за изобилието от храна в обсадения град. В крайна сметка Варда Склир позволил на Мануил и жителите на Никея да напуснат града и да се евакуират в Константинопол.
През 989 г. Мануил Еротик Комнин е изпратен от император Василий II да преговаря с разбунтувалия се отново Варда Склир, за да го убеди да се предаде. Мануил изпълнил успешно мисията – Склир прекратил бунта и се предал на 11 октомври същата година. По това време Мануил Комнин се споменава с титлите патрикий, антипат и вест.
Мануил Еротик Комнин е притежавал обширни владения в района на Кастамону, Пафлагония, които след смъртта му наследил неговият най-голям син. През XI век тези владения се превръщат в бастион на семейство Комнини. Мануил умира около 1020 г. По това време децата му били още малки, поради което грижите за тях поел император Василий II.

## Семейство
Мануил Еротик Комнин е бил женен за жена с неизвестен за науката произход, която към 1015 г. вече е била покойница. Традиционно се приема, че нейното име е Мария и че на нея са кръстени първородните дъщери на синовете ѝ. От нея Никифор Еротик Комнин има три деца:
- Исак Комнин (ок. 1007 – 1060), император на Византия от 1057 до 1059 г., женен за Екатерина, която била дъщеря на българския цар Иван Владислав.[10]
- дъщеря с неизвестно име (родена ок. 1012 г.), която била омъжена за катепана на Италия Михаил Докиан; тя била майка на един син – вероятно Теодор Докиан, който се оженил за София Комнина – дъщеря на севастократор Исак Комнин и племеница на император Алексий I Комнин.[11]
- Йоан Комнин (ок. 1015 г. – 12 юли 1067 г.), женен през 1044 г. за Анна Даласина.[12]